# Potersalp (Hundwil)
L'area di Potersalp è una palude o torbiera bassa e area protetta della Svizzera, situata nei cantoni di Appenzello Interno e Appenzello Esterno. Dal 1994 fa parte dell'Inventario federale delle paludi d'importanza nazionale.

## Descrizione
La zona è situata a 1330 m.s.l.m. nel comuni di Schwende-Rüte (28,07 ha) Hundwil (2,78 ha). La vegetazione comprende paludi basifile e acidofile a piccole carici, praterie a molinia, prati umidi, torbiere alte e torbiere di transizione. Sono anche presenti terreni a coltivazione intensiva,  siepi, formazioni boschive, specchi e corsi d'acqua e stazioni sorgentifere.
Nelle vicinanze dell'area si trovano anche terreni a coltivazione estensiva, brughiere, siepi, formazioni boschive, foreste, specchi e corsi d'acqua, stazioni sorgentifere, edifici e vie di comunicazione.